# Tapoban
Tapoban est un comité de développement villageois du Népal situé dans le district de Darchula. Au recensement de 2011, il comptait 2 293 habitants.